# Charles Abbot
Charles Abbot có thể dùng để chỉ:
- Charles Abbot, Nam tước thứ nhất Colchester (1757 -1829), chính khách người Anh
- Charles Abbot, Nam tước thứ 2 Colchester (1798 -1867), chính trị gia người Anh
- Charles Greeley Abbot (1872-1973), nhà vật lý và thiên văn học người Mỹ
- Charles Abbot (nhà thực vật học) (1761-1817), nhà thực vật học và nhà côn trùng học người Anh
- Charles S. Abbot (sinh năm 1945), đô đốc thủy quân người Mỹ
- Charles Wheaton Abbot Jr. (1860-1923), sĩ quan quân đội Mỹ